# Rei Fujita
Rei Fujita (noto anche come "Ray" Fujita) (藤田 玲?, Fujita Rei; Tokyo, 6 settembre 1988) è un attore e musicista giapponese.

## Biografia
Nato da madre giapponese e padre francese, il suo vero nome è Michel Ray David. Ha studiato alla Hirokoshi High School, dove si è diplomato nel 2007. Conosce il francese, l'inglese e lo spagnolo. Inizia la sua carriera come modello e Junior idol, per poi debuttare nel mondo dello spettacolo con la serie televisiva di Kamen Rider 555. Attualmente, oltre ad essere attore, è anche il cantante della rock band giapponese DUSTZ, prima con il nome di "Takuto" e poi di "Ray". 
Nel 2006 ha fatto parte anche di GARO Project, band costituita insieme a Ryosei Konishi, Masaki Kyōmoto, Mika Hijii, Hiroyuki Watanabe, tutti interpreti della serie televisiva giapponese Garo.
Fino ad oggi ha recitato in molti dorama per la tv giapponese e, inoltre, ha recitato in alcuni film.

## Filmografia

### Attore

#### Televisione
- RH Plus (genere: horror/avventura, anno 2008) - Yui Aruka
- Fuma no Kojiro (genere: fantasy, anno: 2007) - Kosuke Mibu
- Senjou no Girls Life (genere: comico, anno: 2007) - Takuto
- Princess Princess D (genere: comico, anno: 2006) - Yuujirou Shihoudani
- Garo (genere: horror/azione, anno: 2005) - Rei Suzumura
- Kamen Rider 555 (genere: avventura/fantasy, anno: 2003) - Kitazaki/Dragon Orphenoch

#### Cinema
- Arakure Knight (anno 2007)
- Crazy Crow (anno 2007)
- Aishi Au Kotoshika Dekinai (anno 2007)
- Shibuya Kaidan: "akogare no hito" (anno 2004)

## Musica
- DUSTZ debut single: FUTURE (26/3/2008) DUSTZ
- Raindrops (novembre 2006) Princess Princess D
- Akai Bara (novembre 2006) GARO Project
- Bogu ga Ai wo Tsutaete yuku (luglio 2006) GARO Project
- Boku wa Mada Koi wo Shite wa Ikenai (luglio 2006) GARO Project

## Libri fotografici
- Ray Fujita x Herbie Yamaguchi [Une Journée]